# Jacob Barit

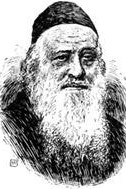
Jacob Barit d'après la Jewish Encyclopedia

Jakob Barit, né le 12 septembre 1797 à Simno dans le gouvernement de Suwalki, sous domination prussienne puis à partir de 1815 sous domination russe, et décédé le 6 mars 1883 à Vilna à l'âge de 84 ans, est un talmudiste russe et dirigeant communautaire juif. Il est connu aussi sous le nom de Yankele Kovner.

## Biographie

### Rosh Yeshiva à Vilna
Il perd ses parents alors qu'il est encore enfant, et à l'âge de quatorze ans, il s'installe à Kovno, où il étudie le Talmud dans le Beth Midrash du faubourg Slobodka. À l'âge de dix-huit ans, il se marie avec la fille d'un riche parent, et avec l'aide financière de ce parent, il continue ses études talmudiques pendant six autres années, jusqu'au décès de sa femme. 
Il s'installe alors à Vilna et entre au Beth Midrash du rabbin Hayyim Nachman Parnes, tout en étudiant les langues modernes et les sciences. Rapidement il acquiert de bonne connaissance en russe, en allemand, en français, en algèbre et en astronomie. Comme de nombreux érudits juifs russes de cette époque, il fonde une distillerie de whisky et avec sa polyvalence et son énergie, son activité prospère. Mais par une loi en 1845, le gouvernement russe interdit les distilleries privées dans les villes russes, entrainant ainsi la ruine financière de Barit. 
Quand Sir Moïse Montefiore visite Vilna en 1846, il passe beaucoup de temps avec Barit, qui le conseille sur la forme de la supplique que Montefiore envoie au tsar Nicolas Ier au nom des Juifs russes opprimés. 
En 1850, quand Hayyim Parnes ouvre une Yeshiva  pour la formation des rabbins, Barit est nommé  Rosh Yeshiva (responsable de la Yeshiva), poste qu'il va occuper pendant vingt-cinq ans, jusqu'à ce que la maladie le force à démissionner. Près de vingt-cinq étudiants assistent à ses cours journaliers et un grand nombre des rabbins et érudits importants de Russie sont diplômés de sa Yeshiva. Il est grandement admiré pour la logique et le style perspicace de son enseignement, qui diffère beaucoup du style scholastique et sophiste des talmudistes polonais de l'époque. 
Bien que refusant le poste de rabbin, il est pendant de nombreuses années un des Dayanim (juges) de la communauté juive de Vilna.

### Délégué auprès du gouvernement
Selon la Jewish Encyclopedia, son principal mérite, en plus de Rosh Yeshiva et de Dayan, est d'avoir défendu de façon efficace, les intérêts des Juifs de Vilna et de toute la Russie auprès du gouvernement russe.
Quand en 1849 il est choisi comme délégué de la communauté juive de Vilna, il était déjà le porte-parole de cette importante communauté. En 1852, il est un des délégués de Vilna à adresser une pétition au tsar Nicolas Ier concernant la conscription discriminatoire des Juifs selon les ukases du 8 janvier 1852 et du 16 août 1852. Barit est un homme de grand tact et de grande sagesse politique, un orateur et dialecticien plaisant et convaincant. En 1855, quand le gouvernement décide de nommer des grands-rabbins dans les capitales des différentes gouvernements de Russie, Vladimir Ivanovich Nazimov, alors gouverneur de Vilna, recommande Barit pour devenir le grand-rabbin de Vilna. 
Un Comité rabbinique rattaché au ministère de l'Intérieur est créé par la loi du 26 mai 1848, afin de considérer les questions impliquant la religion juive, mais n'a que rarement été convoqué. Quand le comité est convoqué à Saint-Pétersbourg par l'édit du 25 mai 1857, Barit est désigné comme l'un des membres et en assume la présidence pendant la totalité de la session qui durera six mois. Il occupe le même poste à la Conférence rabbinique de 1861, qui durera environ cinq mois. Lors de ces deux assemblées, Barit défend avec courage l'honneur de ses coreligionnaires contre les calomnies de leurs ennemis, et ses arguments exprimés avec grande conviction retiendront l'attention des autorités et des juges de la question juive. 
En 1862, il est un des délégués élus par les communautés juives pour congratuler le tsar Alexandre II, lors du millième anniversaire de la fondation de l'Empire russe. En 1871, quand le gouverneur général Kaufman convoque une assemblée de spécialistes juifs et chrétiens, pour examiner les accusations contre les Juifs portées par Jacob Brafmann, un Juif converti, dans son livre Kniga Kahala(Le livre sur le Kahal), publié à Vilna en 1869. Barit est nommé membre de cette assemblée et réussit à convaincre pleinement les membres chrétiens du plan diabolique et du caractère non-fondé et faux des affirmations de Brafmann. Spasski, le président de l'assemblée est si satisfait de la façon dont Barit a réussi à défendre les Juifs, qu'il lui rend une visite et lui offre son portrait. Barit est nommé par le gouvernement comme l'un des inspecteurs de l'hôpital municipal de Vilna, et avec Abraham Dob Bär Lebensohn, poète et hébraïste, il sera d'un grand secours quand il faudra le reconstruire en raison de son délabrement. Il est aussi un membre actif de la direction du Talmud Torah de Vilna, où il vient en aide à son président Jonah Gerstein. 
En 1873, Barit a une attaque d'apoplexie dont il ne se remettra jamais totalement. Cependant, il continue d'être actif dans la Yeshiva jusqu'en 1877, quand sa maladie l'empêche de poursuivre.
Bien que Barit soit strictement orthodoxe, il tient les progressistes en haute estime, que ce soient des chrétiens ou des Juifs. Le gouverneur général Nazimov est son ami, et quand celui-ci quitte Vilna en 1863, Barit lui rend une visite d'adieu et Nazimov, en présence de nombreux membres de l'aristocratie embrasse Barit sur le front et lui enverra par la suite son portrait en signe d'amitié.